# DeVante' Jones
Pour les articles homonymes, voir Jones.
DeVante' Jones, né le 9 avril 1998, à La Nouvelle-Orléans en Louisiane, est un joueur américain de basket-ball évoluant au poste de meneur et mesurant 1,82 m.

## Carrière junior

### À l'université
Entre 2017 et 2021, il joue pour les Chanticleers de Coastal Carolina à l'université de Coastal Carolina.
Entre 2021 et 2022, il joue pour les Wolverines du Michigan à l'université du Michigan.

## Carrière professionnelle

### Metropolitans 92 (2022-2023)
Le 23 juin 2022, DeVante' Jones n'est pas drafté en NBA lors de la draft 2022 de la NBA. Durant l'été 2022, il participe à la NBA Summer League de Las Vegas avec les Nuggets de Denver.
Le 24 juillet 2022, il signe son premier contrat professionnel en France avec les Metropolitans 92.

### Le Mans SB (2023-2024)
Le 26 juin 2023, il reste en France avec Le Mans Sarthe Basket,.

## Statistiques
gras = ses meilleures performances

### Universitaires
| Saison    | Équipe           | Matchs   | Titul.   | Min./m   | % Tir    | % 3pts   | % LF     | Rbds/m.  | Pass/m.  | Int/m.   | Ctr/m.   | Pts/m.   |
| --------- | ---------------- | -------- | -------- | -------- | -------- | -------- | -------- | -------- | -------- | -------- | -------- | -------- |
| 2017-2018 | Coastal Carolina | Redshirt | Redshirt | Redshirt | Redshirt | Redshirt | Redshirt | Redshirt | Redshirt | Redshirt | Redshirt | Redshirt |
| 2018-2019 | Coastal Carolina | 23       | 20       | 29,8     | 46,1     | 33,7     | 81,8     | 3,91     | 3,61     | 1,35     | 0,04     | 13,96    |
| 2019-2020 | Coastal Carolina | 32       | 31       | 32,8     | 48,8     | 29,6     | 86,7     | 5,75     | 5,72     | 1,69     | 0,16     | 17,41    |
| 2020-2021 | Coastal Carolina | 26       | 26       | 32,7     | 48,7     | 36,8     | 86,2     | 7,15     | 2,88     | 2,81     | 0,23     | 19,35    |
| 2021-2022 | Michigan         | 33       | 31       | 28,7     | 46,3     | 34,2     | 79,2     | 4,52     | 4,58     | 0,94     | 0,12     | 10,30    |
| Carrière  | Carrière         | 114      | 108      | 31,0     | 47,7     | 33,6     | 84,5     | 5,34     | 4,32     | 1,66     | 0,14     | 15,10    |

## Palmarès

### Universitaire
- Sun Belt joueur de l'année en 2021
- First-team All-Sun Belt en 2021
- Second-team All-Sun Belt en 2020
- Sun Belt Freshman de l'année en 2019